# Mojca Novak
Mojca Novak, slovenska sociologinja, * 10. maj 1953, Brežice.

## Življenje in delo
Novakova je leta 1977 diplomirala na ljubljanski FSPN in prav tam 1990 tudi doktorirala. V letih 1978−1992 je bila zaposlena na Inštitutu za sociologijo Univerze v Ljubljani, nato do 1997 na FDV, ko je postala direktorica Inštituta Republike Slovenije za socialno varstvo. Vlada Republike Slovenije je februarja 2010 imenovala dr. Novakovo za v.d. direktorico Nacionalne agencije RS za kakovost v visokem šolstvu.